# Super 8 (pel·lícula)
Super 8 és una pel·lícula de ciència-ficció escrita i dirigida per J.J. Abrams, produïda per Steven Spielberg i Bryan Burk i protagonitzada, entre d'altres, per Joel Courtney i Elle Fanning. La pel·lícula segueix la història d'un grup de nens que estan filmant la seva pròpia pel·lícula amb una Super 8 quan un tren es descarrila, alliberant una presència perillosa a la ciutat.
Als Estats Units es va estrenar el 10 de juny de 2011 i a l'estat espanyol el 19 d'agost d'aquest mateix any.
La pel·lícula ha rebut ressenyes generalment positives, elogiant la seva història apassionant, les seves escenes ben seqüenciades i les seves imatges impressionants, mentre alguns detractors la critiquen pel seu final i els seus freqüents homenatges a les primeres pel·lícules de Steven Spielberg.

## Argument
El 1979, l'ajudant del xèrif Jack Lamb (Kyle Chandler) de Lillian, Ohio, i el seu fill de 14 anys, Joe (Joel Courtney), van de dol per la mort de la seva dona en un accident de fàbrica. Jack dona la culpa al company de treball de la seva esposa, Louis Dainard (Ron Eldard), ja que ella cobria el torn d'ell, que es recuperava d'una embriaguesa de la nit anterior. Quatre mesos més tard, el millor amic de Joe i càmera Charles Kaznyk (Riley Griffiths) decideix produir i fer una pel·lícula de zombis de baix pressupost per participar a un festival de cinema. Charles demana ajuda als seus amics propers: Preston (Zach Mills), Martin (Gabriel Basso) i Cary (Ryan Lee), així com a la filla de Dainard, Alice (Elle Fanning). Joe i Alice s'enamoren, encara que són conscients que els seus respectius pares es posaran furiosos.
Charles decideix filmar una escena a l'estació de tren local, i aprofita el pas d'un tren per afegir autenticitat a la seva pel·lícula. Mentre filma, Joe és testimoni que una camioneta es dirigeix a les vies i xoca amb el tren, provocant un descarrilament. Els amics amb prou feines escapen del caos resultant i les explosions. Els nens investiguen les restes del desastre i troben un munt d'estranys cubs blancs, després descobreixen que el conductor del camió és el Dr. Woodward (Glynn Turman), el seu professor de biologia avançada. Woodward, tot just amb vida i amb un revòlver, adverteix als nens que mai parlin del que han vist aquesta nit, o ells i els seus pares seran assassinats. Els nens fugen de l'escena quan una força armada de la base local de les Forces Aèries dels Estats Units d'Amèrica, encapçalada pel coronel Nelec (Noah Emmerich), arriben a assegurar l'escena. Nelec descobreix una caixa buida de pel·lícula Super-8, i assumeix que l'esdeveniment va ser capturat en càmera.
Mentre Joe i Charles esperen el revelatge de la cinta del descarrilament, la ciutat experimenta estranys successos: el gos de Joe, la Lucy, i altres fugen, diverses persones estan desaparegudes, i nombrosos components electrònics d'habitatges i centres comercials són robats. Interceptant comunicacions de ràdio qüestionables de la Força Aèria, Jack intenta obtenir informació del coronel Nelec, però, en comptes d'això, el coronel ordena tancar-lo a la presó de la base. El coronel simula un incendi forestal als afores de la ciutat, per tenir un pretext per evacuar la gent de la vila. Mentrestant, Joe i Charles veuen les imatges que van filmar en el descarrilament a casa i confirmen que una criatura grossa va fugir del tren descarrilat.
Entre la gent evacuada, els nens descobreixen a un penedit Dainard que diu que Alice va ser segrestada per la criatura la nit anterior, després d'una discussió de pare i filla. Joe, Charles, Martin, i Cary van de tornada a la ciutat, decidits a rescatar Alice. En primer lloc entren en el remolc d'emmagatzematge de Dr. Woodward a l'escola i descobreixen pel·lícules i documents de la seva època com un investigador del govern. Una pel·lícula de 1958 mostra a Woodward i altres científics que experimenten amb una criatura alienígena i la seva nau espacial, aquesta última composta per milers de cubs blancs. La documentació mostra que un extraterrestre es va estavellar a la Terra uns anys abans, i que la Força Aèria va capturar-lo, impedint que reparés la seva nau espacial. En un moment de la pel·lícula, l'extraterrestre agafa a Woodward, establint una connexió psíquica amb ell, com s'explica en un enregistrament d'àudio pel doctor. Imbuït d'una comprensió de l'aliè, i motivat pels seus sentiments, Woodward provoca el descarrilament en un intent d'ajudar-lo a fugir de la Terra. Mentre veuen la pel·lícula, els nois són atrapats pel coronel Nelec i els seus homes, i en el camí retornada a la base per autobús, l'extraterrestre ataca el vehicle. El coronel i els altres militars són brutalment assassinats mentre els nois escapen. Mentrestant, Jack s'ha escapat de la presó de la base i es dirigeix al lloc on es troba la gent evacuada del poble i, després d'interrogar Preston, s'assabenta que el seu fill Joe i els altres, han tornat a la ciutat per rescatar Alice. Jack ho explica a en Louis Dainard i acorden deixar de banda les seves diferències per salvar els seus fills respectius.
A la ciutat, quan la Força Aèria intenta matar l'alienígena, la major part del material militar comença a tenir un mal funcionament. En Martin es lesiona en la confusió i en Charles es queda a cuidar-lo mentre que Joe i Cary van al cementiri on un gran forat condueix a una sèrie de cavernes subterrànies. En una gran cambra a sota de la torre d'aigua de la ciutat, els dos troben que l'extraterrestre ha creat un dispositiu electrònic amb diverses peces robades de la ciutat, i ha mantingut a molts dels habitants de la vila captius, inconscients i penjants al sostre, com si d'una aranya es tractés, on entre ells està Alice, que a més li serveixen com a aliment. Ells alliberen a Alice i intenten escapar de l'extraterrestre, però es troben atrapats en una caverna sense sortida. La criatura agafa a Joe, qui a través d'un vincle telepàtic, intenta transmetre-li que l'entén, i que encara pot sortir d'allà. L'extraterrestre, després d'un moment, es comunica amb Joe (com ho va fer en un altre temps abans amb en Woodward) i se'n va, el que permet als tres nens tornar a la superfície.
En reunir-se amb els seus pares, ells i els militars miren com objectes metàl·lics grans i petits s'acumulen al voltant de la torre d'aigua de la ciutat. Els cubs blancs surten del seu confinament i formen la nau espacial de l'extraterrestre al voltant de la torre. El medalló de Joe, que conté una foto de la seva mare i ell nounat, és atret cap a la torre, i Joe decideix deixar-ho anar. Amb la nau espacial completa, l'extraterrestre entra, i la nau és llançada a l'espai.
Durant els crèdits finals es mostra la pel·lícula completa de Super 8, titulada El Cas, per Charles i els seus amics.

## Repartiment
- Joel Courtney com Joseph "Joe" Lamb.
- Elle Fanning com Alice Dainard.
- Kyle Chandler com Jackson "Jack" Lamb.
- Riley Griffiths com Charles Kaznyk.
- Ryan Lee com Cary.
- Caitriona Balfe com Elizabeth Lamb.
- Ron Eldard com Louis Dainard.
- Gabriel Basso com Martin.
- Noah Emmerich com Coronel Nelec.
- David Gallagher com Donny.
- Bruce Greenwood com Cooper.
- Zach Mills com Preston.
- Amanda Michalka com Jen Kaznyk.
- Glynn Turman com Dr. Woodward.

## Producció
Abrams i Spielberg van col·laborar en un comitè per a la realització de la història de l'film. Aquest film no és una preqüela de la cinta de 2008 Cloverfield com es va dir per la xarxa. Spielberg ha declarat que és de certa forma un homenatge a E.T. ja que parts de el guió estan inspirades en idees que mai van ser utilitzades a E.T.
Al web Aullidos.com es va publicar una notícia en la qual es comentava que un «reduït grup de mitjans» va tenir l'oportunitat de veure «vint minuts de Super 8». Segons s'explica a la notícia a el recinte on anava a ser projectat el «curt» s'accedia després de «passar unes severes mesures de seguretat» i és allà on el propi J.J.Abrams va presentar «per vídeo les dues escenes», la de l'accident ferroviari que es pot veure en un dels tràilers i la del «primer atac del monstre / bèstia / extraterrestre» a una benzinera, la segona d'elles «molt a el Cloverfield ». no obstant això Abrams va comentar als mitjans que les escenes no estaven del tot acabades i que faltava polir efectes especials, BSO i alguns detalls. Segons la publicació «les dues escenes estan meravellosament rodades».

### Campanya Viral
Com Cloverfield, una pel·lícula més primerenca de J.J. Abrams, Super 8 va ser promocionada a través d'una extensa campanya de màrqueting viral. El primer tràiler per a la pel·lícula va ser adjuntada a Iron Man 2, llançada al maig de 2010. El tràiler va lliurar una premissa d'una secció de l'Area 51 sent tancada el 1979, i el seu contingut sent transportada per tren a Ohio. Una camioneta s'atura en els rails, fent-los descarrilar, i un dels vagons és colpejat mentre una Super 8 ho grava. Els fans van analitzar el tràiler trobant un missatge amagat «La cosa més aterridora que has vist» contingut en els últims fotogrames de la pel·lícula. Això va ser posat com una pàgina web, Scariest Thing I Ever Saw, que simulava a un vell ordinador i contenia diverses pistes de la història de la pel·lícula (l'ordinador en realitat pertanyia a Josj Woodward, el fill de Dr. Woodward, qui intenta descobrir el que li passa al seu pare). Un altre lloc viral, Rocket Poppeteers també va ser trobat, que com Slusho de Cloverfield participa indirectament amb la pel·lícula, però estan implícitament relacionada. La pàgina oficial de Super 8 també contenia una secció d'habitació d'edició, que pregunta als usuaris per trobar diversos clips al voltant de la pàgina i unir-los junts. Quan és completat, el rotllo es converteix en una pel·lícula trobada pels nens en el tràiler de Dr. Woodward, mostrant un vaixell descomponent-se en cubs blancs individuals, i l'extraterrestre rapta el Dr. Woodward a través de la finestra de la seva gàbia. El videojoc Portal 2 conté un tràiler interactiu situant a el jugador en els rails abans de descarrilar, i mostra el vagó sent colpejant fins a obrir-se i el rugit de l'extraterrestre sona dins. Aquesta campanya viral va generar una expectativa massiva per a la pel·lícula abans del seu llançament.

### Música
La banda sonora per a la pel·lícula va ser composta per Michael Giacchino, un col·laborador des de fa molt de temps per Abrams. Giacchino va reclutar al seu equip de conductors Tim Simonec, el productor Dan Wallin i la Hollywood Studio Symphony per portar la música a la vida. La banda sonora va ser llançat el 2 d'agost de 2011 per Varèse Sarabande.
Durant els crèdit finals, es van incloure les cançons «My Sharona" de The Knack (cançó que entonen en una escena nocturna dels cinc nens) i «Do not Bring Me Down» de l'Electric Light Orchestra. La cançó «Heart of Glass" de Blondie també va ser inclosa en la pel·lícula.
Totes les cançons van ser compostes per Michael Giacchino.

Tota la música composta per Michael Giacchino.Totes les cançons foren compostes per Michael Giacchino.
| 1.            | «Super 8»                    | 1:44  |
| 2.            | «Family Matters»             | 0:29  |
| 3.            | «Model Painting»             | 0:41  |
| 4.            | «Acting Chops»               | 0:40  |
| 5.            | «Aftermath Class»            | 5:54  |
| 6.            | «Thoughts of Cubism»         | 0:48  |
| 7.            | «We'll Fix It in Post-Haste» | 0:44  |
| 8.            | «Productions Woes»           | 0:34  |
| 9.            | «Train of Thought»           | 0:35  |
| 10.           | «Circle Gets the Cube»       | 1:06  |
| 11.           | «Breen There, Ate That»      | 1:12  |
| 12.           | «Dead Over Heels»            | 0:48  |
| 13.           | «Gas and Go»                 | 1:34  |
| 14.           | «Looking for Lucy»           | 0:49  |
| 15.           | «Radio Haze»                 | 1:08  |
| 16.           | «Mom's Necklace»             | 1:33  |
| 17.           | «Shootus Interuptus»         | 2:35  |
| 18.           | «Thoughts of Mom»            | 1:41  |
| 19.           | «Woodward Bites It»          | 1:54  |
| 20.           | «Alice Projects on Joe»      | 2:29  |
| 21.           | «Neighborhood Watch - Fail»  | 4:45  |
| 22.           | «The Evacuation of Lillian»  | 3:40  |
| 23.           | «A Truckload of Trouble»     | 0:57  |
| 24.           | «Lambs on the Lam»           | 2:40  |
| 25.           | «Woodward's Home Movies»     | 2:40  |
| 26.           | «Spotted Lambs»              | 1:37  |
| 27.           | «Air Force HQ or Bust»       | 1:04  |
| 28.           | «World's Worst Field Trip»   | 3:36  |
| 29.           | «The Siege of Lillian»       | 2:57  |
| 30.           | «Creature Comforts»          | 10:10 |
| 31.           | «Letting Go»                 | 5:18  |
| 32.           | «Super 8 Suite»              | 5:54  |
| 33.           | «The Case»                   | 3:28  |
| Durada total: | Durada total:                | 69:84 |

## Rebuda
- "Spielberg i Abrams: còctel de luxe. (...) resulta admirable. És una pel·lícula amb personalitat, força, matisos i cor"[6]
- "Delectable joguina cinèfila. (...) Ja veuran com, en sortir de la sala, algunes imatges (...) tenen la impertinència de no voler esborrar-se de la memòria (...) Puntuació: ★★★★ (sobre 4)"[7]
- "Abrams, com el seu mestre en aquest cas, sap combinar bé humor i horror, tendresa i inquietud (...) Una tornada al passat en tota regla (...) Puntuació: ★★★★ (sobre 5)"[8]

## Recepció crítica
Super 8 va rebre ressenyes generalment positives dels crítics professionals així com de l'audiència. A Rotten Tomatoes, la pel·lícula hi va rebre una puntuació de 81%, basat en 240 ressenyes, i una qualificació regular de 7.4/10, amb un consens general: «Això pot evocar memòries dels clàssics de gran èxit entusiasmant a uns pocs, però Super 8 té emocions, imatges enlluernadores i profunditat emocional de sobres ». Metacritic, que assigna una mitjana ponderada de 1-100 per a les ressenyes dels crítics, va assignar a la pel·lícula una puntuació de 72 basat en 40 crítics, significant« ressenyes generalment favorables ».
Chris Sosa de Gather va lliurar a la pel·lícula un qualificació A, cridant-: «Una història emocionant i apassionant a la recerca d'un lloc en el món entre la tragèdia». La seva ressenya conclou: «Mentre el tortuós gènere ocasionalment inquieta, la naturalesa emocionalment apassionant i genuïna de la pel·lícula fa la seva aventura creïble».
Roger Ebert va donar a la pel·lícula 3½ estrelles sobre 4, i va dir: «Super 8 és una meravellosa pel·lícula; la nostàlgia no està per un temps, però es manté en l'estil cinematogràfic, impactant a la jove audiència explicant una història i sense aparèixer de cop agressivament. Abrams tracta l'adolescència primerenca amb tendresa i afecte ». Richard Corliss de Time també va lliurar una ressenya positiva:« És la pel·lícula mainstream més emocionant de l'any ».
Jamie Graham de Total Film va lliurar a la pel·lícula un qualificació perfecta de cinc estrelles, dient: «Com Spielberg, Abrams té ull per impressionar, la seva hàbil orquestració d'imatges inesborrables (un tanc movent-se a través d'un pati de nens, una trama central de referència emmarcat en la distància a través d'un petit forat en una paret de dormitori, marcant-com un narrador de contes de naixement ».
La majoria dels crítics van lliurar un reacció negativa sobre el final de la pel·lícula, i els seus freqüents homenatges a les primeres pel·lícules de Steven Spielberg. Escrivint per MUBI 's Llibreta, Fernando F. Croce va al·legar que «cap pel·lícula d'aquest any es obre amb el més prometedor, i acaba amb el més estrepitós que Super 8 de JJ Abrams ». Tom Charity de CNN va sentir que« la imitació d'Abrams ser un pantalla tan reverent pel seu sabor ». David Edelstein de la revista New York, la va cridar una« bressol flagrant », añandiendo que« Abrams probablement ha estat lluitant per no reproduir la marca clàssica de Spielberg des que va agafar la càmera. Ara, amb la benedicció d'un mestre, va poder plagiar amb prestesa ».
Les audiències de CinemaScore li han donat una qualificació de "B +" en una escala de A + a F, mentre que en IMDb, els usuaris li han donat una qualificació de 7.1, basada en més de 280.000 vots.
Al lloc argentí Todas las críticas, que recopila les ressenyes cinematogràfiques d'aquell país, la pel·lícula va rebre 59 crítiques, de les quals 57 van ser positives (97%) i tan sols 2 negatives. La mitjana matemàtica del film va ser de 81%.

## Tràiler
El primer tràiler d'aquesta pel·lícula va acompanyar a l'estrena d'Iron Man 2.
En el videojoc de Valve, Portal 2 es pot trobar un Teaser interactiu d'aquesta pel·lícula en el moment en què estem dins del tren i presenciar com ha quedat descarrilat i destruït en flames.

## Campanya viral
Des del dia de l'exposició de el tràiler, la blocosfera ha donat compte d'una campanya de màrqueting viral promocionant el film en una pàgina que mostra el que sembla que són notes manuscrites. Aquest tipus de campanya és similar a la utilitzada per Abrams per Cloverfield.